# 岩手嘉雄

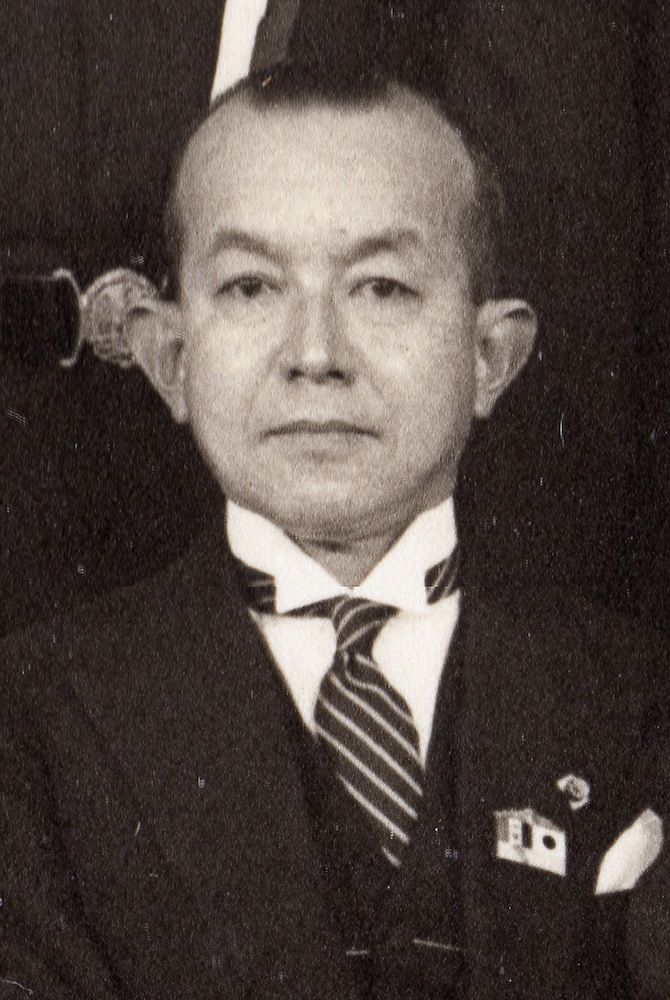
岩手嘉雄

岩手 嘉雄（いわて よしお、1888年（明治21年）3月 - 1947年（昭和）22年）8月26日）は、日本の外交官。駐コロンビア公使。

## 経歴
東京府において元津和野藩士で、下総御料牧場職員を務めていた岩手厚雄の子として生まれる。早逝した父の前妻は同藩の国学者である石河正養の二女。
1913年（大正2年）、東京高等商業学校（現在の一橋大学）専攻科を卒業し、外交官及領事官試験に合格した。領事官補、外交官補としてアメリカ合衆国に赴任した。公使館三等書記官、領事、外務事務官、総領事、外務書記官・文書課長・翻訳課長、在カナダ日本国公使館一等書記官、ホノルル総領事、イタリア大使館参事官を歴任。1934年（昭和9年）から駐コロンビア公使を務めた。